# Прапор Доманівського району
Пра́пор Дома́нівського райо́ну затверджений 22 вересня 2006 року рішенням Доманівської районної ради.

## Опис
Прямокутне полотнище з співвідношенням сторін 2:3 складається з двох горизонтальних рівновеликих смуг — синьої та жовтої, і зеленого рівнобічного трикутника у правій частині полотнища основою до вільного краю. У лівому верхньому куті біля древка — зображення герба району.